# Ligne 1b (CFL)
Pour les articles homonymes, voir Ligne 1.
La ligne 1b Kautenbach - Wiltz est une courte ligne de chemin de fer luxembourgeoise de 9 km reliant Kautenbach à Wiltz. 
Exploitée par la société anonyme luxembourgeoise des chemins de fer et minières Prince-Henri en 1881 puis par la Deutsche Reichsbahn après 1940, elle est exploitée depuis 1946 par la société nationale des chemins de fer luxembourgeois.
La section de Wiltz à la frontière avec la Belgique, qui était raccordée à la ligne belge vers Bastogne Sud, est fermée en 1967.

## Historique

### Genèse
La Compagnie des chemins de fer Prince-Henri obtient par la loi du 19 mars 1869 la concession de près de 200 km de lignes à construire ; la ligne de Kautenbach à Wiltz et à la frontière belge ne figure pas dans cette loi mais fait partie d'une série de lignes internationales demandées en mai 1870 par Simon Philippart, actionnaire majoritaire du chemin de fer Prince-Henri, afin de mieux relier ce réseau aux lignes belges concédées à ce dernier, dont le réseau "Forcade" comprenant une ligne reliant Bastogne et Vielsalm à Saint-Vith (alors en Allemagne) et à la frontière française près de Bouillon et Sedan,. Cet ambitieux réseau ne sera jamais réalisé mais, en 1873, l’État belge charge Simon Philippart de faire construire une ligne de Bastogne à Gouvy ainsi que le prolongement en territoire belge de la ligne de Kautenbach à Wiltz. Aucune de ces lignes n'étaient achevées en 1878 lors de la faillite de ses sociétés, dont celle du Prince-Henri.

### Mise en service
La section de 9,48 km de Kautenbach à Wiltz est mise en service le 1er juin 1881 par la Société anonyme luxembourgeoise des chemins de fer et minières Prince-Henri (PH).
Le 1er juillet 1888, le PH met en service le tronçon de 10,11 km comportant plusieurs tunnels étroits de Kautenbach jusqu'à la frontière entre la Belgique et le Luxembourg, et la jonction avec la ligne belge vers Bastogne Sud.

### Fermeture partielle
En 1951, la ligne belge est fermée et le 24 septembre 1967, c'est au tour du tronçon luxembourgeois de Wiltz à la frontière de fermer. La ligne entre la frontière et Wiltz est déferrée en 1974, sauf un court tronçon juste après le heurtoir à Wiltz qui n'a été déferré qu'au cours des années 2010.

### Modernisation
La ligne de Kautenbach à Wiltz, électrifiée en 1991, fait l'objet d'une profonde remise en état (voies, ouvrages d'art, etc.) à partir de 2001, la ligne rénovée est inaugurée le 10 juin 2005. Eu égard à la vitesse de référence très faible de la ligne, la caténaire est constituée d'un simple fil de contact (dit "trolley").

## Caractéristiques

### Tracé
Longue de 9 kilomètres, la ligne actuelle relie Kautenbach à Wiltz. D'orientation nord-ouest-sud-est, elle est électrifiée en 25 kV – 50 Hz et est à voie unique et à écartement normal (1 435 mm).
Le tracé de la ligne, qui dessert le très vallonné nord du Luxembourg en passant par l'étroite et sinueuse vallée de la Wiltz n'est pas très favorable, avec une pente maximale de 15 ‰. Cela se traduit par un nombre important d'ouvrages d'arts, avec pas moins de 12 ponts (18 en comptant la section déclassée) et 2 tunnels (6 en comptant la section déclassée).

### Infrastructures

#### Signalisation
La ligne est équipée de la signalisation ferroviaire luxembourgeoise et du Système européen de contrôle des trains de niveau 1 (ETCS L1), ce dernier cohabite jusqu'au 31 décembre 2019 avec le Memor II+.

#### Gares
Outre la gare d'origine, de Kautenbach, la ligne comporte trois gares ou haltes voyageurs : Merkholtz, Paradiso et Wiltz. Aucune de ces gares ne disposent des installations de « terminal fret » et de « gare de formation ».

#### Vitesses limites
La vitesse limite est de 55 km/h sur l'ensemble de la ligne.

## Trafic
La ligne est desservie par une ligne commerciale des CFL, la ligne Kautenbach - Wiltz.
La desserte s'effectue dans la pratique par des trains Regional-Express et Regionalbunn.
Il n'y a pas de trains de marchandises qui empruntent la ligne.